# Edgigen
Edgigen är en ö i Marshallöarna.   Den ligger i kommunen Kwajalein, i den nordvästra delen av Marshallöarna, 500 km nordväst om huvudstaden Majuro. Arean är 0,31 kvadratkilometer.
Terrängen på Edgigen är platt. Öns högsta punkt är 15 meter över havet. Den sträcker sig 1,0 kilometer i nord-sydlig riktning, och 0,6 kilometer i öst-västlig riktning.